# Оливер Дулич
Оливер Дулич (на сръбски: Оливер Дулић) е сръбски политик, народен представител. Председател на Скупщина (сръбския парламент) от 2007 г. до май 2008 г. Лекар по образование.

## Биография
Роден е на 21 януари 1975 година в Белград. Учи в гимназия в Суботица, а през 1999 г. завършва медицина в Белградския университет. Работи в спешното отделение в Суботица, а после е ортопед в Здравния център в града.
Участва в студентските протести в страната си през 1996 – 1997 г., когато е сред водачите на ръководния комитет. Основава „Балкански форум“ -- организация на балканските студенти в Атина. Член на Демократическата партия, на която е представител в парламента на Сърбия и Черна гора, а след юни 2006 г. -- на Сърбия.
На 23 май 2007 г. е избран за председател на Скупщината, парламента на Република Сърбия, със 135 гласа „за“, 98 „против“ и 2 „въздържали се“.